# Sergej Babkin
Sergej Sergeevič Babkin (in russo Сергей Сергеевич Бабкин?; Volgograd, 25 settembre 2002) è un calciatore russo, centrocampista del Kryl'ja Sovetov Samara.

## Carriera
Cresciuto nel settore giovanile della Lokomotiv Mosca, debutta in prima squadra il 17 luglio 2021 in occasione della Supercoppa di Russia perso 3-0 contro lo Zenit San Pietroburgo.

## Statistiche

### Presenze e reti nei club
Statistiche aggiornate al 2 ottobre 2021.
| Stagione        | Squadra         | Campionato      | Campionato | Campionato | Coppe nazionali | Coppe nazionali | Coppe nazionali | Coppe continentali | Coppe continentali | Coppe continentali | Altre coppe | Altre coppe | Altre coppe | Totale | Totale |
| Stagione        | Squadra         | Comp            | Pres       | Reti       | Comp            | Pres            | Reti            | Comp               | Pres               | Reti               | Comp        | Pres        | Reti        | Pres   | Reti   |
| --------------- | --------------- | --------------- | ---------- | ---------- | --------------- | --------------- | --------------- | ------------------ | ------------------ | ------------------ | ----------- | ----------- | ----------- | ------ | ------ |
| 2020-2021       | Kazanka Mosca   | 2D              | 11         | 0          |                 | -               | -               |                    | -                  | -                  |             | -           | -           | 11     | 0      |
| 2021-2022       | Kazanka Mosca   | 2D              | 4          | 0          |                 | -               | -               |                    | -                  | -                  |             | -           | -           | 4      | 0      |
| 2021-2022       | Lokomotiv Mosca | PL              | 3          | 0          | CR              | 0               | 0               | UEL                | 0                  | 0                  | SR          | 1           | 0           | 4      | 0      |
| Totale carriera | Totale carriera | Totale carriera | 18         | 0          |                 | 0               | 0               |                    | 0                  | 0                  |             | 1           | 0           | 19     | 0      |